# El Limonar, Oaxaca
El Limonar är en ort i Mexiko.   Den ligger i kommunen Santa Cruz Zenzontepec och delstaten Oaxaca, i den sydöstra delen av landet, 400 km sydost om huvudstaden Mexico City. El Limonar ligger 927 meter över havet och antalet invånare är 138.
Terrängen runt El Limonar är kuperad åt nordost, men åt sydväst är den bergig. Runt El Limonar är det glesbefolkat, med 10 invånare per kvadratkilometer. Närmaste större samhälle är Llano Nuevo, 9,6 km väster om El Limonar. I omgivningarna runt El Limonar växer huvudsakligen savannskog.